# کمان‌دندانان
کمان‌دندانان (نام علمی: Toxodontidae) نام یک تیره از راسته جنوب‌سمان است.